# Aischines
För andra betydelser, se Aischines (olika betydelser).
Aischines, född omkring 390 f.Kr. i Aten,  var en antik grekisk retor, det makedoniska partiets mest talangfulla förkämpe och i denna egenskap ivrigt motarbetad av sin store samtida Demosthenes, det fosterländska partiets främste ledare.

## Biografi
Aischines föddes i Aten omkring år 390 f.Kr. Efter att som ung ha biträtt sin far vid undervisningen i en oansenlig skola ledd av denne, sökte han sig till teatern och uppträdde mot betalning som skådespelare, men efter en tid lämnade han teatern och började i stället som skrivare, först hos den ansedde statsmannen och talaren Aristofon, sedermera hos den inflytelserike demagogen Eubolos, vars politiska tänkesätt han tillägnade sig. Han deltog även i flera fälttåg och ska i synnerhet ha utmärkt sig i slaget vid Mantineia år 362 f.Kr.
Sin politiska bana började Aischines år 347 f.Kr. som medlem av en beskickning som avsändes till Peloponnesos för att underhandla med Arkadiska förbundet. Vid detta tillfälle talade han ivrigt men utan framgång emot den makedonske kung Filips inblandning i Greklands angelägenheter. Kort därefter inträdde dock en fullständig omkastning i hans politiska hållning. Då han följande år tillsammans med Demosthenes deltog i en beskickning till Makedonien för att underhandla om fred, lät han sig övertygas av Filips vänlighet. Från den stunden var han den makedoniska politikens ivrigaste förespråkare. Denna omsvängning bekräftades vid en ny beskickning som avsåg att formellt sluta den överenskomna freden med Filip. Detta föranledde Demosthenes att tillsammans med Timarchos uppträda mot Aischines med en anklagelse om högförräderi, vilken Aischines dock tillfälligt lyckades avvärja genom en motanklagelse mot Timarchos. Ej heller en andra rättegång på Demosthenes initiativ hade åsyftad verkan.
Aischines fortsatte arbeta för Filips sak, och som pylagoros, d.v.s. deputerad vid amfiktyonernas sammankonst i Delfi år 339 f.Kr., gav han anledning till det andra så kallade heliga kriget, i vilket Filip av Makedonien som utvald överfältherre i spetsen för 30 000 man framryckte ända mot Aten. Till sist, men för sent, öppnades Aischines landsmäns ögon för den verkliga innebörden av det makedoniska partiets strävan, och denna förändrade stämning medförde bland annat att Demosthenes efter det olyckliga slaget vid Chaironeia år 338 f.Kr. trots Aischines intriger fick hedersuppdraget att å statens vägnar hålla det sedvanliga liktalet över de i striden fallna medborgarna.
Då Ktesifon en tid därefter föreslog att Demosthenes för sina stora insatser för fosterlandet, särskilt uppbyggandet av dess försvar, offentligen skulle belönas med en gyllene krans, försökte Aischines hindra detta genom en anklagelse om vissa formella brister i Ktesifons förslag. Innehållet i detta anklagelsetal är emellertid huvudsakligen riktat mot Demosthenes, och avsåg att med ett slag krossa motståndaren. Av okänd anledning uppsköts rättegången ända till 330 f.Kr., då Demosthenes vann en storseger genom sitt tal Om kransen, där Aischines karaktär och handlingssätt fullständigt nedsablas. Moraliskt tillintetgjord gick Aischines då i frivillig landsflykt, först till Efesos och sedan till Rhodos, där han ska ha verkat som vältalighetslärare.

## Talarstil
Aischines vältalighet tillhör den patetiska genren. Aron Alexanderson beskriver honom i Nordisk Familjebok som utrustad med såväl inre som yttre naturanlag, men säger att han saknade sträng metodisk utbildning och än mera det sedliga allvar och den av varm övertygelse uppburna hänförelse utan vilken en talare inte kan bli verkligt stor.

## Bevarade skrifter
Av sina tal verkar Aischines inte ha offentliggjort mer än tre i skrift, varav samtliga ännu är bevarade:
- Talet mot Timarchos
- ett försvarstal med anledning av Demosthenes förnyade anklagelse
- Talet mot Ktesifon

De finns tillgängliga i samlingsupplagor av attiska talare (Oratores attici) och i flera specialupplagor. Talet mot Ktesifon finns i svensk översättning av Matthias Ziedner under titeln Aeschines' och Demosthenes' täflingstal (1856).